# 米雅·韓桑-露芙
米雅·韓桑-露芙（法語：Mia Hansen-Løve；1981年2月5日—）是法國電影導演、編劇與演員。

## 生平
米雅·韓桑-露芙出生於巴黎，她父母皆是哲學教授；她在青少女時期便在奧利維耶·阿薩亞斯執導的《我的愛情遺忘在秋天》與《感傷的宿命》中演出。2003年，她開始為《電影筆記》撰寫影評，直至2005年；在此同時，韓桑-露芙也開始執導短片。2007年，她的第一部劇情長片《全都可以原諒》獲得凱薩電影獎最佳首部電影獎提名。2009年，她執導的《我孩子們的爸爸》於第62屆坎城影展一種注目單元獲得評審團特別獎。
2016年，她的第5部長片《愛情未來》獲選為第66屆柏林影展正式競賽片，最後獲得最佳導演銀熊獎。2021年，她以第7部劇情長片《柏格曼島》進入第74屆坎城影展正式競賽單元。

## 電影作品
- 2007:《全都可以原諒（法语：Tout est pardonné (film)）》(Tout est pardonné)
- 2009:《我孩子們的爸爸》(Le père de mes enfants)
- 2011:《再見初戀》(Un amour de jeunesse)
- 2014:《巴黎電幻世代（法语：Eden (film, 2014)）》(Eden)
- 2016:《愛情未來》(L'Avenir)
- 2018:《瑪雅（法语：Maya (film, 2018)）》(Maya)
- 2021:《柏格曼島》(Bergman Island)

## 外部連結
- 米雅·韓桑-露芙在互联网电影资料库（IMDb）上的資料（英文）
- 米雅·韓桑-露芙在豆瓣上的资料（简体中文）